# 윌리엄스 FJ44

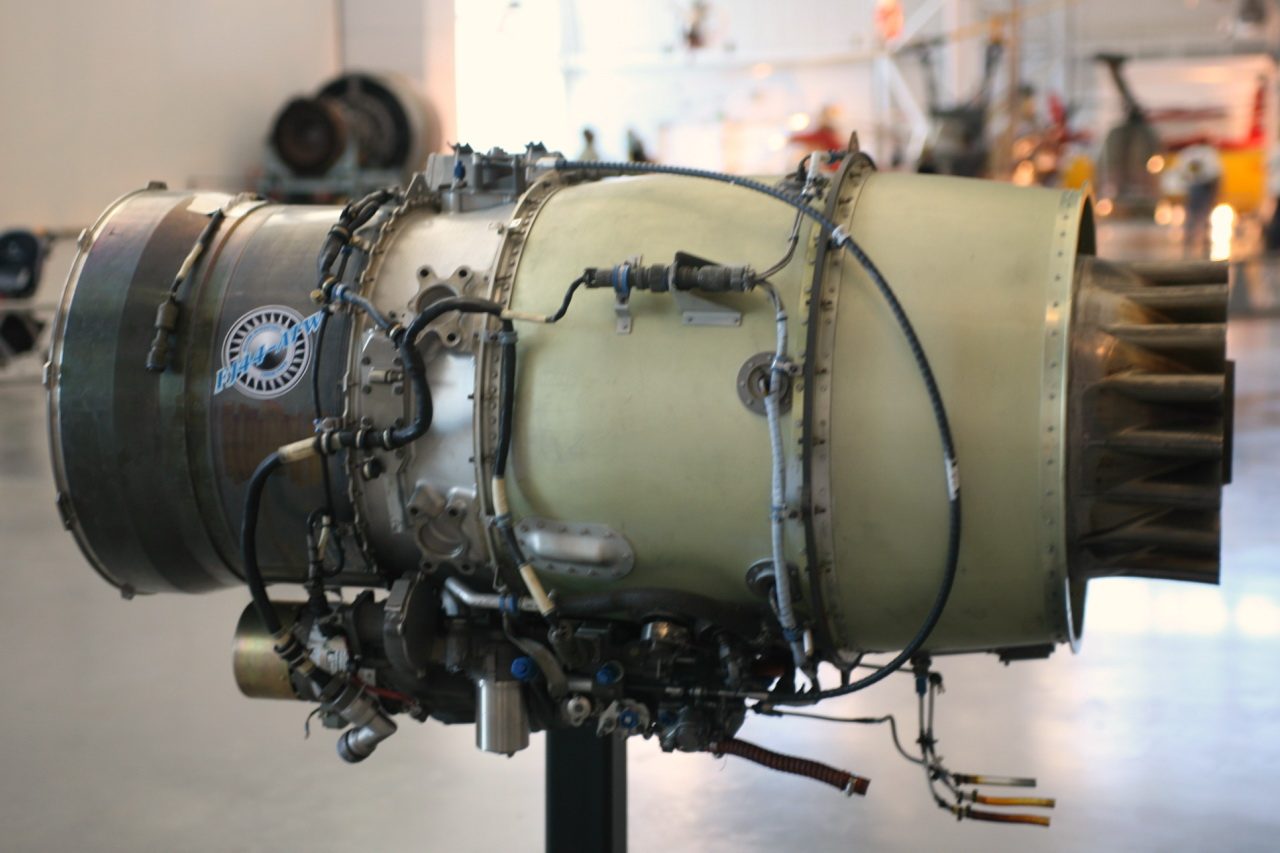
윌리엄스 FJ44-3ATW

윌리엄스 FJ44는 윌리엄스 인터내셔널 사와 롤스-로이스 사가 생산하는, 소형 비즈니스 제트기용 터보팬 엔진이다. 최근 초경량 제트기 붐이 불기 이전까지는 FJ44가 상용 터보팬 엔진으로는 가장 작은 것 중 하나였다. 기본적으로는 윌리엄스 인터내셔널이 설계한 것이며, 롤스-로이스는 공기 냉각이 포함된 고압 터빈의 설계, 개발 및 생산을 맡나 프로젝트 초기부터 함께 일하였다.
FJ44는 1988년에 Scaled Composites 사의 Beechcraft Triumph에 탑재되어 최초 비행하였다.

## 파생형
- FJ44-1A: 1992년에 양산 시작하였으며, FJ44 시리즈 중 최초이다. 추력 1,900 lbf (2.58 kN)이며, 직경 531 mm의 1단 팬, 1단 intermediate pressure (IP) booster stage, 2단 저압 터빈, 1단 원심 고압 압축기, 1단 고압 터빈 (냉각 없음)으로 구성된다. 연소기는 impinging 냉각 방식의 환형이다. 연료가 연소기로 분사될 때 회전하는 연료 노즐을 통하는데, 이는 보통 연료-공기 혼합기를 쓰거나 vaporizer를 쓰는 것에 비하면 특이한 방식이다. 바이패스 덕트는 엔진의 전체 길이에 걸쳐 있다. 비연료 소모율(SFC)은 0.456 lb/hr/lbf (1,900 lbf (2.58 kN) (지상 정지, 표준 대기 조건)에서)이다. 추력을 낮춘 버전인 FJ44-1C는 1,500 lbf(2.03 kN)을 내며, SFC는 0.460 lb/hr/lbf이다.

- FJ44-2A: 2,300 lbf (10 kN)로 추력을 높인 버전이며, 1997년에 선보였다. 팬 직경이 551 mm로 커졌으며, 공기 유량을 늘리기 위한 booster가 2단 추가되었다. 응력 문제를 고려하기 위하여 원심 압축기 성능을 공력적으로 낮추었으며, 이로써 FJ44-1에 비해 고압 압축기의 압축비가 1 낮아졌다. 그 밖에 배기구 혼합기 및 전자 연료 제어 장치를 사용하였다. 추력 2,400 lbf (3.25 kN)인 FJ44-2C는 -2A와 비슷하나, hydromechanical 연료 제어 장치를 사용한다.

- FJ44-3A: 추력을 2,820 lbf (3.82 kN)으로 더욱 높였으며, 2004년에 선보였다. -2A와 비슷하나, 팬의 직경을 키우고 Full Authority Digital Engine Control (FADEC) 장치를 사용하였다. FJ44-3A-24는 -3A의 추력 하향 버전으로서, 2,490 lbf (3.38 kN)이다.

- FJ44-4: 2006년 초 현재 추력 3,500 lbf (4.75 kN)의 FJ44-4가 개발 중에 있으며, -3에 비해 직경이 크고 첨단 기술이 적용된 팬을 사용한다.

- FJ44-1AP: 2005년에 선보였으며, 최소형 급으로서 1,965 lbf (2.66 kN)의 이륙 추력과 5 % 향상된 비연료 소모율 (SFC)을 갖고 있으며, 내부 온도를 더 낮추었다. -1A와 비슷한 가운데, 팬의 압력비가 더 높고, 새로운 연소기, 저압 터빈, full length 바이패스 덕트/배기구 믹서를 사용하였고, 2중 채널 FADEC을 사용하였다는 점이 다르다.

위와 같은 FJ44 시리즈 외에, 파생 기종으로서 윌리엄스 FJ33이 있다. 2004년에 처음 승인되었으며, FJ44의 기본 설계에 바탕을 두고 더 소형화한 기종이다.
| FJ44 사양                       | FJ44 사양 | FJ44 사양 | FJ44 사양 | FJ44 사양 | FJ44 사양 | FJ44 사양 | FJ44 사양  | FJ44 사양 |
| ------------------------------- | --------- | --------- | --------- | --------- | --------- | --------- | ---------- | --------- |
|                                 | FJ44-1A   | FJ44-1C   | FJ44-1AP  | FJ44-2A   | FJ44-2C   | FJ44-3A   | FJ44-3A-24 | FJ44-4    |
| 추력 (lbf)                      | 1,900     | 1,500     | 1,965     | 2,300     | 2,400     | 2,820     | 2,490      | 3,600     |
| 추력 (N)                        | 8,452     | 6,672     | 8,741     | 10,231    | 10,676    | 12,544    | 11,076     | 15,569    |
| 비연료 소모율 (SFC) (lb/hr/lbf) | 0.456     | 0.460     | ?         | ?         | ?         | ?         | ?          | ?         |
| 건중량 (kg)                     | 209       | 209       | 212       | 240       | 236       | 243       | 243        | 295       |
| 전체 길이 (mm)                  | 1,354     | 1,354     | 1,471     | 1,519     | 1,519     | 1,585     | 1,585      | 1,742     |
| 대략적인 팬 직경 (mm)           | 531       | 531       | 526       | 551       | 551       | 582       | 582        | 640       |

## 적용 기체
다음과 같은 항공기에 FJ44가 사용된다.
- FJ44-1
  - Scaled Composites/Beechraft Triumph (First flight of an FJ44)
  - Cessna CJ1
  - Cessna CJ1+
  - Eviation EV-20 Vantage Jet
  - Saab 105

- FJ44-2
  - Cessna CJ2
  - Raytheon Premier I
  - Scaled Composites Proteus
  - Citation FJ44 Eagle
  - Sierra Stallion
  - Sino Swearingen SJ30-2
  - SpiritWing (Learjet 25 modification)
  - Virgin Atlantic GlobalFlyer

- FJ44-3
  - Cessna CJ2+
  - Cessna CJ3
  - Grob SPn Utility Jet
  - Lockheed Martin Polecat
  - PiperJet
  - Sierra Super II / Sierra Super SII

## 같이 보기
- 윌리엄스 FJ33
- 초경량 제트기